# Миллс Месс

Миллс Месс

Миллс Месс — популярный трюк в бросковом жонглировании, обычно выполняемый с тремя мячами, назван в честь Стива Миллса — автора трюка. Считается важным этапом в обучении жонглированию. «Ошеломляющий рисунок из кружащихся мячей, с постоянно запутывающимися и распутывающимися руками, и неожиданными ловлями.»
Основой трюка является традиционный обратный каскад, с дополнительным «беспорядком», вызываемым поочередно пересекающимися и распрямляющимися руками. Создается эффект, что мячи преследуют друг друга, перелетая с одной стороны на другую.
В 1972 году Стив Миллс увидел настолько интригующий трюк с тремя мячами в исполнении Рона Лабмана (Ron Lubman), что не поленился снять его на видеокамеру Super-8. Впоследствии, изучив получившуюся видеозапись, Стив не только выучил трюк, но и усложнил его путём постоянной смены направления исполнения. В результате родился известный трюк Миллс Месс.

## Месть Рубинштейна (Rubenstein's Revenge)

Месть Рубинштейна

Миллс Месс считался очень сложным (на самом деле он достаточно прост). Рик Рубинштейн (Rick Rubenstein) изобрёл трюк, который Джордж Джилсон (George Gillson) позже назвал «Местью Рубинштейна» (Rubenstein's Revenge) — более сложный трюк, на освоение которого потребуется немало времени.